# Publications Mathématiques de l'IHÉS
De Publications Mathématiques de l'IHÉS is een wiskundig tijdschrift dat hoog staat aangeschreven vanwege de kwaliteit van haar artikelen en haar strenge collegiale toetsing. Het tijdschrift wordt gepubliceerd door het Institut des hautes études scientifiques, met hulp van het Centre National de la Recherche Scientifique. 
Het blad werd in 1959 opgericht. Edities worden met onregelmatige tussenpozen uitgegeven. Er verschijnen een tot vijf delen per jaar. 

## Redactie
- Étienne Ghys, hoofdredacteur, onderzoeksdirecteur CNRS aan de École Normale Supérieure de Lyon
- Jean Bourgain, (Institute for Advanced Study)
- Alain Connes, (IHÉS)
- Pierre Deligne, (Institute for Advanced Study)
- Michail Gromov, (IHÉS)
- Maxim Kontsevitsj, (IHÉS)
- Laurent Lafforgue, (IHÉS)
- Dennis Sullivan, (State University of New York at Stony Brook)